# Ihr zent frei
Ihr zent frei (frei übersetzt Ihr seid frei, weiterer Titel You Are Free) ist ein deutsch-kanadisch-US-amerikanischer Dokumentar-Kurzfilm von Dea Brokman und Ilene Landis aus dem Jahr 1983, der für einen Oscar nominiert war.

## Inhalt
Fünf ehemalige Soldaten der United States Army und ein Überlebender eines Gefangenenlagers berichten in diesem Film über die Befreiung nationalsozialistischer Konzentrationslager im Jahr 1945. Der Film kombiniert persönliche Geschichten mit Archivmaterial des Holocaust, um den Schrecken dieser Zeit zu demonstrieren und an das menschliche Mitgefühl zu appellieren.
Im Film treten der Rabbi Herschel Schacter, der als Kaplan in der dritten US-Armee diente, ebenso auf, wie Dr. Leon Bass, ein ehemaliger Stabsfeldwebel. Des Weiteren ist John Connors zu sehen und zu hören, einer der ersten amerikanischen Soldaten, die die Konzentrationslager betraten. Auch der Geheimdienstagent Kurt Klein und dessen Frau Gerda äußern sich. Connors lernte sie kennen, als er ihr und der Gruppe von Frauen, mit denen sie inhaftiert war, bei der Befreiung half.

## Produktionsnotizen, Veröffentlichung
Produziert wurde der Film von Direct Cinema. Die Erstveröffentlichung des Kurzfilms erfolgte im Januar 1983 in den Vereinigten Staaten.

## Kritik
In der Los Angeles Times war zu lesen „Powerful“ (stark, kraftvoll) und in The Jewish Times schrieb der Journalist Herbert Luft „Defies all human imagination“ (frei übersetzt übersteigt jede menschliche Vorstellungskraft).
Bei Directcinema hieß es, der Schmerz und das Leid der Nazi-Konzentrationslager würden in diesem eindrucksvollen Film über die Befreiung der Lager zur menschlichen Realität. Der Film konzentriere sich auf die persönlichen Erinnerungen von vier amerikanischen Soldaten, die an der Befreiung der Vernichtungslager beteiligt gewesen seien, und einer Frau, die mehrere Jahre der Internierung überlebt habe. Indem die im Film erscheinenden fünf Personen ihre Gedanken und Gefühle während dieser Tage und viele Jahre danach beschreiben, böten sie einen unschätzbar wertvollen Bericht über eine außergewöhnliche Zeit in der Geschichte.

## Auszeichnungen
- 1983: Auszeichnung mit dem CINE Golden Eagle Award[5]
- 1983: Erster Preis, Streisand Award für studentische Filmemacher[6]
- Academy Awards 1984: nominiert für den Oscar Dea Brokman und Ilene Landis in der Kategorie „Bester Dokumentar-Kurzfilm“